# Ospriocerus alamoensis
Ospriocerus alamoensis là một loài ruồi trong họ Asilidae. Ospriocerus alamoensis được Martin miêu tả năm 1968. Loài này phân bố ở vùng Tân nhiệt đới.